# Хемницер-Ланд (район)
Хемницер-Ланд (возможен также Кемницер-Ланд, нем. Chemnitzer Land) — бывший район в Германии.
Центр района — город Глаухау. Район входил в землю Саксония. Был подчинён административному округу Хемниц. Занимал площадь 335,49 км². Население 132,2 тыс. чел. (2007). Плотность населения 394 человек/км².
Официальный код района 14 1 73.
После 2008 года стал частью объединённого района Цвиккау в новообразованном дирекционном округе Хемниц.
Район подразделялся на 15 общин.

## Города и общины
Города
1. Вальденбург (4506)
2. Глаухау (25 568)
3. Лимбах-Оберфрона (26 414)
4. Лихтенштайн (13 288)
5. Меране (16 816)
6. Оберлунгвиц (6601)
7. Хоэнштайн-Эрнстталь (16233)

Общины
1. Бернсдорф (2524)
2. Герсдорф (4407)
3. Калленберг (5596)
4. Нидерфрона (2521)
5. Обервира (1203)
6. Ремзе (1912)
7. Санкт-Эгидин (3570)
8. Шёнберг (1000)

Объединения общин
Управление Вальденбург
Управление Лимбах-Оберфрона
Управление Меране
Управление Рунд-ум-ден-Ауэрсберг
(30 июня 2007)